# Lobobasis prosodes
Lobobasis prosodes är en fjärilsart som beskrevs av Low. Lobobasis prosodes ingår i släktet Lobobasis och familjen björnspinnare. Inga underarter finns listade i Catalogue of Life.